# Peta (mèo)
Manninagh KateDhu, thường được gọi là Peta, là Trưởng quan Bắt Chuột tại Văn phòng Nội các của chính phủ Vương quốc Anh từ năm 1964 đến khoảng giữa năm 1969 và 1976, đồng thời là con mèo cái đầu tiên đảm nhiệm vai trò đó. Cô là "người kế nhiệm" của chú mèo Peter III, đã qua đời ở tuổi 16 vào năm 1964 vì mắc bệnh nhiễm trùng gan.
Sau cái chết của Peter III, Thống đốc trung tâm của Isle of Man, Sir Ronald Garvey, đề nghị rằng một con mèo Manx sẽ là người thay thế của Peter, và gửi Peta đến Nội các. Cô được ghi nhận là một con mèo lười biếng và ồn ào, cũng như không được huấn luyện đi vệ sinh. Đến năm 1969, một số công chức đã cố gắng loại bỏ cô khỏi Nội các, nhưng điều này đã không xảy ra, vì bị dư luận nghi ngờ rằng hành động này sẽ phải gánh chịu. Người ta không biết đến cô một lần nữa, cho đến khi một câu trả lời cho một thành viên của công chúng vào năm 1976 tiết lộ rằng cô đã nghỉ hưu ở nhà của một công chức. Người kế nhiệm cô là Wilberforce, đã trở thành Trưởng quan Bắt Chuột tiếp theo vào những năm 1970. Cuộc đời sau này của Peta như khoảng thời gian sau khi nghỉ hưu và năm mất không được rõ như thế nào.